# Schwäbisch Gmünd
Schwäbisch Gmünd er en by i den tyske delstat Baden-Württemberg, i det sydvestlige Tyskland. den har omkring 60.000 indbyggere. Byen er den næststørste by i landkreisen Ostalbkreis efter Aalen.
Schwäbisch Gmünd ligger ved floden Rems, cirka 50 km øst for Stuttgart, hovedstaden i Baden-Württemberg. Den ligger også ved den nordlige fod af Schwäbische Alb.

## Eksterne links
- Wikimedia Commons har flere filer relateret til Schwäbisch Gmünd